# Ammar ibn Yàssir
Ammar ibn Yàssir (àrab: عمار بن ياسر)  (la Meca, 570 (Gregorià) - Siffin, 22 de juliol de 657 (Gregorià)) nom amb que era conegut, Abu-l-Yaqzan Ammar ibn Yàssir ibn Àmir ibn Màlik, fou un company del profeta Muhàmmad i després partidari d'Alí ibn Abi-Tàlib. Va ser un Sahabi (company) del profeta islàmic Mahoma i un comandant en les primeres conquestes musulmanes. Els seus pares, Sumayya i Yasir ibn Amir, van ser els primers màrtirs de la Ummah. Ammar es va convertir a l'islam per invitació d'Abu Bakr i va ser entre els muhajirun . Després de la migració a Medina, va participar en la construcció de la Mesquita del Profeta i va lluitar en la majoria de les primeres expedicions musulmanes.
Ammar fou un convers de primera hora i va emigrar a Abissínia. Després del 622 tornà a Medina. Va prendre part a les batalles de Badr (624) i de l'Úhud (625) i en general a totes les campanyes de Muhàmmad. Amb Abu-Bakr as-Siddiq va ser ferit a la batalla de Yamama, on va perdre una orella; el 642 el califa Úmar ibn al-Khattab el va nomenar governador de Kufa i va participar en la conquesta de Khuzestan. Partidari d'Alí, va contribuir a posar al seu costat al poble de Kufa. Va morir en la batalla de Siffín (657), ja molt vell.
Ammar pertanyia al clan Malik de la tribu Madhhij al Iemen. Hijaz (actual Aràbia Saudita ). Va néixer al voltant de l'Any de l'Elefant, que va ser el mateix any que el naixement de Mahoma, a la Meca, i va ser un dels intermediaris en el matrimoni de Mahoma amb Khadijah bint Khuwaylid . El seu pare, Yasir ibn Amir, era de la tribu de Qahtan al Iemen i va emigrar a la Meca i s'hi va establir després de casar-se amb Sumayya, una esclava; Ammar i els seus pares, Yasir i Sumayyah, eren esclaus d'Abu Huzaifa, però a la seva mort, Abu Jahl, que més tard es va convertir en un dels enemics més brutals de l'Islam i el famós torturador d'Ammar i els seus pares, els va prendre com a esclaus seus. La confiança i el coneixement d'Ammar de la credibilitat de Mahoma, fins i tot abans de la seva profecia, el van animar a seguir les visions profètiques de Mahoma com un dels primers conversos.